# Pseudotaxiphyllum laetevirens
Pseudotaxiphyllum laetevirens är en bladmossart som beskrevs av Lars Hedenäs 1992. Pseudotaxiphyllum laetevirens ingår i släktet Pseudotaxiphyllum och familjen Plagiotheciaceae. Inga underarter finns listade i Catalogue of Life.